# Münchener Eingewöhnungsmodell
Beim Münchener Eingewöhnungsmodell handelt es sich um einen pädagogischen Ansatz zur Begleitung von Familien und ihren Kindern in der Phase des Übergangs von der Familie in die Bildungseinrichtung (Kindertagespflege, Krippe und Kindergarten, nachfolgend zusammenfassend bezeichnet als Kindertageseinrichtung bzw. Kita).
Der Ansatz basiert auf den Forschungserkenntnissen von Kuno Beller, die aus dem wissenschaftlichen Projekt: „Modellprojekt: Frühförderung von Kleinstkindern durch Unterstützung junger Familien bei der Erziehungsaufgabe und durch pädagogische Qualifizierung von Krippen“ von 1987 bis 1991 in München herausgearbeitet worden waren.
In Abgrenzung zu anderen Modellen (z. B. Berliner Eingewöhnungsmodell, Tübinger Modell, partizipatorische Eingewöhnung) basiert das Münchener Modell nicht auf der Bindungstheorie, sondern beschreibt den Beziehungsaufbau und das Ankommen in der Kita als einen sehr komplexen Prozess, der als Ziel das Vertraut werden mit dem Alltag der Kita hat: Das Kind soll sich sicher in der Bildungseinrichtung bewegen, sich gut zurechtfinden, vertrauensvolle Beziehungen zu den verlässlich anwesenden pädagogischen Fachkräften und Kindern haben, sowie sich wohlfühlen. Die Eltern sollen die Kita als einen sicheren, wohlwollenden und für das Lernen anregenden Ort wahrnehmen.
Das Einbeziehen der Familien, das Berücksichtigen der jeweiligen Familienkultur und die Anerkennung des Kindes als selbstbestimmtes, sozial ausgerichtetes und kompetentes Wesen ist dabei von tragender Bedeutung.

## Historie
An der Freien Universität in Berlin forschte 1984/85 Kuno Beller mit seinen Mitarbeitenden zu den Auswirkungen, die es auf Kinder hat, wenn sie ohne Einführung durch die Eltern in die KiTa gingen.
Von 1987 bis 1991 leitete Kuno Beller im Auftrag der Stadt München ein wissenschaftliches Projekt unter dem Titel: „Modellprojekt: Frühförderung von Kleinstkindern durch Unterstützung junger Familien bei der Erziehungsaufgabe und durch pädagogische Qualifizierung von Krippen“.
„Ein wesentlicher Arbeitsschwerpunkt im Projekt war die Entwicklung, Begleitung und Evaluation eines ökopsychologisch fundierten Eingewöhnungskonzeptes. Alle Personen, die an der Übergangssituation beteiligt sind, sollen diese Entwicklungsphase auch aktiv mitgestalten“.
Dieses erste Konzept kursierte in der Fachpraxis als sogenanntes „Beller-Projekt“. 2002 veröffentlichte Beller die wesentlichen Ergebnisse in der Fachzeitschrift „Frühe Kindheit“ der Deutschen Liga für das Kind e.V. unter dem Titel „Eingewöhnung in die Krippe - Ein Modell zur Unterstützung der aktiven Auseinandersetzung aller Beteiligten mit Veränderungsstress“. Der für die Stadt München intern erstellte Projektbericht dokumentierte die Gesamtdarstellung der wissenschaftlichen Erkenntnisse.
Zentrale Erkenntnisse zur Bedeutung der Eingewöhnung
Drei Monate nach Eintritt in die Krippe zeigten die Kinder der allmählichen und moderierten Eingewöhnung im Vergleich zu einer Kontrollgruppe ohne Eingewöhnung
- mehr positive soziale Interaktionen mit anderen Kindern und den Betreuerinnen,
- mehr positiven Affekt (Heiterkeit),
- mehr Autonomie sowie
- mehr Kooperation und Beteiligung an ihrer Pflege.

Die Auswirkungen der moderierte Eingewöhnung waren auch fünfzehn Monate nach Beginn des Krippenaufenthaltes noch erkennbar:
- die Mütter der allmählichen Eingewöhnung drückten mehr positive Gefühle ihrem Kind gegenüber aus,
- ignorierten die Signale ihrer Kinder weniger und
- waren offener und vertrauensvoller den Betreuungspersonen gegenüber als Mütter in der abrupten Eingewöhnung (Kontrollgruppe).[6]

Anna Winner und Elisabeth Erndt-Doll, während der Projektphase wissenschaftliche Mitarbeiterinnen bei Kuno Beller, veröffentlichten 2009 in dem Buch „Anfang gut? – alles besser!“ die ausführliche Darstellung des Modells zur Eingewöhnung junger Kinder. In der Fachpraxis etablierte sich dieses Modell fortan unter der Bezeichnung Münchener Eingewöhnungsmodell.
1988 gründeten der Soziologe Hans-Joachim Laewen, bis 1987 wissenschaftlicher Mitarbeiter bei Kuno Beller, und die Erziehungswissenschaftlerin Beate Andres gemeinsam mit einer Gruppe von ehemaligen wissenschaftlichen Mitarbeitenden das „Institut für angewandte Sozialisationsforschung/Frühe Kindheit e. V.“ (infans). Hier entwickelten sie gemeinsam mit Eva Hédervári-Heller ein Eingewöhnungsmodell, welches unter dem Namen „Berliner Eingewöhnungsmodell“ bekannt wurde.
„Ein Kernstück dieses Modells ist die Beachtung der frühen Bindungen des Kindes an seine Eltern und deren unterschiedlichen Bindungsmuster. Diese Muster hängen eng zusammen mit der Art und Weise, in der Kinder ihre Eltern als „sichere Basis“ für die Erkundung einer fremden Umgebung ‚benutzen‘“.
Auch dieses Modell wurde weiterentwickelt unter dem Titel: „Eingewöhnung und Bindung: Psychoanalytische und bindungstheoretische Grundlagen für gelungene Eingewöhnungsprozesse in Kindertageseinrichtungen“. Die Autorinnen und Autoren streichen in dieser Publikation nochmals deutlich die Bindungstheorie und deren Verknüpfung mit der Eingewöhnung heraus. Sie gehen davon aus, dass im Dreieck Eltern, Kind und Pädagogische Fachkraft ein Bindungsband entstehen soll. Um dies zu gewährleisten und eine Konzentration auf den Bindungsaufbau zwischen pädagogischer Fachkraft und Kind zu ermöglichen, halten sich das Kind mit seinem Elternteil und der pädagogischen Fachkraft in den ersten Tagen in einem separaten Raum auf.
2021 erschien „Besser eingewöhnen! Fortschritt und Entwicklung im Münchener Modell“. Hier unterstrichen Evanschitzky und Zöller die Erkenntnisse aus dem Beller-Projekt und den Veröffentlichungen von Winner/Erndt-Doll. Zusätzlich reicherten sie den Ansatz an, indem sie die systemisch-konstruktivistische Grundausrichtung stark hervorhoben, das im Beziehungsaufbau aktive und kompetente Kind betonten, die Erkenntnisse aus der kulturanthropologischen Forschung einwoben und die damit einhergehenden Veränderungen in der Prozessgestaltung vor Ort in einem Handlungskonzept beschrieben. Die fachwissenschaftliche Fundierung wird als Denkrahmen bezeichnet. Unter dem gleichnamigen Titel erstellten die Autorinnen auch eine DVD, die der Fachpraxis weiteres Material zur Vertiefung und Umsetzung vor Ort bietet.

## Der Denkrahmen mit den wesentlichen theoretischen Zugängen

### Systemisch-konstruktivistische Herangehensweise
Die Frage, was ein Kind braucht, um in der Kita gut Fuß zu fassen und damit den Übergang aus der bisher vertrauten Familienwelt in die Bildungseinrichtung zu bewältigen, lässt sich nicht allein mit Erkenntnissen der Entwicklungspsychologie beantworten. Mit dem Münchener Modell wird eine systemisch-konstruktivistische Perspektive eingenommen, die den Blick für weitere Faktoren und Elemente in diesem sehr komplexen Prozess öffnet. Diese Perspektivenerweiterung führt dazu, dass mehr Optionen für die pädagogische Gestaltung des Prozesses – beschrieben in einem Eingewöhnungskonzept einer Kita – zur Verfügung stehen. Und letztlich eröffnet die systemisch-konstruktivistische Sichtweise auch mehr Strategien zur Bewältigung dieser Entwicklungsaufgabe auf Seiten des Kindes und seiner Familie: Ein System wird als ein Gebilde gesehen, in dem Ressourcen zur Lösung immanent sind.

### Das Kind als selbstbestimmt lernendes Wesen
Das Lernen ist dem Menschen in die Wiege gelegt. Sich auf Neues einzulassen und sich Fertigkeiten anzueignen treibt die Entwicklung voran und gehört mit zu den grundlegenden Wesensmerkmalen, die sich vor allem in der Kindheit deutlich zeigen. Dazu gehört auch, aus Sinneseindrücken und Erfahrungen Musterhaftes zu erkennen. Ein weiteres frühes kognitives Hilfsmittel, das Kindern für ihr Lernen zur Verfügung steht ist die Fähigkeit, Absichten von anderen zu verstehen. Das Kind anzuerkennen als kompetent lernendes Wesen, das ausgestattet ist mit diesen und anderen Hilfsmitteln des Lernens hat Auswirkungen darauf, welche Spielräume dem Kind selbst gegeben werden, wenn es um die Entwicklung eines pädagogischen Konzepts wie dem der Eingewöhnung geht. Im Münchener Eingewöhnungsmodell werden diese Erkenntnisse dahingehend genutzt, dass das Kind den Ankommensprozess aktiv mitgestaltet und in seinen bereits vorhandenen Kompetenzen zur Beziehungsgestaltung wahrgenommen wird.

### Kinder im Miteinander – ein symmetrisches Lernen unter Peers
Mit den Erkenntnissen aus den Forschungen der Kulturanthropologie lässt sich grundlegend festhalten, dass der Mensch ein auf Kooperation ausgerichtetes Wesen ist und sich hier fundamental von anderen Lebewesen unterscheidet, die in sozialen Gefügen leben. Dieses Kooperieren und Interagieren mit anderen zeigen bereits junge Kinder, wenn sie z. B. ihren Spielpartnern Gegenstände anbieten und auf diese Weise miteinander in Kontakt kommen. Weiter lässt sich beobachten, wie Kinder einander helfen, und sich aufeinander beziehen, wenn sie miteinander spielen. Sie assistieren und unterstützen sich gegenseitig. Über diese Interaktionen entsteht Gemeinsamkeit und eine eigene Spielkultur. Im Kontext des Münchener Eingewöhnungsmodell bedeutet es, dass die Kinder, die bereits in der Kita sind, aktiv mit einbezogen werden. Ihre Bereitschaft, andere Kinder mit hinzu zunehmen, neue Kinder zu unterstützen und sie in ihr Spiel zu integrieren, spielt eine wichtige Schlüsselrolle.
Das ist mit Lernen unter Peers gemeint: Kinder einer Gruppe, die ähnliche Interessen teilen, sich aufeinander einlassen und über diese Gemeinschaft voneinander und miteinander lernen. Bislang ein Schwerpunkt der Jugendsoziologieforschung nimmt das Thema Peers inzwischen auch in der Frühpädagogik an Bedeutung zu.

### Psychische Grundbedürfnisse als treibende Kraft für Entwicklung
Das Konzept der psychischen Grundbedürfnisse findet sich im Rahmenmodell der Selbstbestimmungstheorie nach Edward L. Deci und Richard M. Ryan (Self Determination Theory). Dieses aus der Motivationsforschung entstandene Rahmenmodell ist von grundlegender Bedeutung für das Verstehen menschlichen Handelns. Bezogen auf das Kind, das sich mit einer für ihn unbekannten Welt konfrontiert sieht, bedeutet es, dass sein Handeln darauf ausgerichtet ist, für sich Wohlbefinden zu erlangen, indem es sich vertraut macht und sich als selbstbestimmt agierend erlebt. Dazu stehen ihm seine Grundbedürfnisse als Nährboden zur Verfügung: Der Wunsch und innere Drang, sich als autonom zu erleben führt dazu, im Spannungsfeld zwischen Orientierung einerseits und Freiräumen andererseits zu agieren. Sich als kompetent erleben zu können, bringt es mit sich, dass das Kind einerseits die Herausforderung sucht und Neues entdecken will und andererseits Sicherheit gebende Elemente einfordert, die dafür sorgen, dass das Maß der Herausforderung nicht überschritten wird. Und schließlich bringt das Kind als soziales Wesen den Antrieb mit, sich verbunden zu erleben und Teil einer Gemeinschaft zu werden. Dazu sucht es selbst Kontakt und bestimmt die Ausgewogenheit von Nähe und Distanz selbst mit.
Diese Beschreibung von Grundbedürfnissen als Kraftquelle und Nährboden (nutrients,) führt dazu, sich im Kontext der Eingewöhnung damit auseinanderzusetzen und zu verstehen, wie das Kind selbst vorgeht und was es tut, um sich wohlzufühlen. Sicherheit wird hier nicht als Grundbedürfnis verstanden, sondern als etwas, das handlungsleitend werden kann, wenn das Kompetenzerleben berührt ist. Herausforderung und Sicherheit sind die Antagonisten für das Kompetenzerleben, im Sinne von sich auskennen und klarkommen, souverän agieren. Die Beachtung aller drei Grundbedürfnisse in ihrem Zusammenspiel im Kontext von Beziehungen trägt zum Erleben von Sicherheit bei.

### Kultursensitivität: Familienkultur trifft auf Einrichtungskultur
Das Aufwachsen der Kinder ist zutiefst verwoben mit der jeweiligen Kultur, in die sie hineingeboren werden. Das geht weit über den Erwerb von umgebungsspezifischen Kompetenzen (z. B. eine bestimmte Sprache) oder Wissensinhalten (z. B. über Nahrung und die Frage was ist essbar) hinaus. Sie erkennen einen gemeinsamen kulturellen Hintergrund, wenn sie auf andere Personen treffen. Und sie verstehen schon früh soziale Normen. Eine umfassende Darstellung der Forschungen und Erkenntnisse dazu findet sich bei Michael Tomasello und seinem Standardwerk.
Damit verinnerlichen Kinder sehr früh die Skripte für soziale Beziehungen und Formen des Zusammenhalts in Gemeinschaften. Mit diesen ersten Beziehungserfahrungen im Gepäck kommen sie in die Kita und transportieren ihre jeweilige Familienkultur. Um nachvollziehen zu können, welche Leistungen das Kind und seine Familie erbringen, um sich auf die aus Sicht des Kindes neue Kultur des Miteinanders in der Kita einzulassen und diese als einen sicheren Ort für ihr Kind anzuerkennen ist seitens des pädagogischen Personals eine Sensibilität für die Familienkultur ein wichtiger Schlüssel. Das Münchener Eingewöhnungsmodell berücksichtigt diesen Faktor und räumt dem Kennenlernen der Familie einen hohen Stellenwert ein.

### Der Übergang aus der Familie als Transition
Im Laufe eines Lebens treten zu bestimmten Phasen Ereignisse ein, die auf den weiteren Verlauf tiefgreifend einwirken. Die Geburt eines Kindes, Krankheiten, der Eintritt ins Berufsleben sind Beispiele solcher weichenstellender Ereignisse, die für die Betroffenen bedeutsame Veränderungen mit sich bringen. Das Charakteristische an solchen Phasen ist gemäß Erkenntnissen der Transitionsforschung eine Verdichtung von Entwicklungsanforderungen: innerhalb eines gedrängten Zeitraums sehen sich Betroffene viel Neuem gegenüber, auf das sie möglichst zügig reagieren müssen. Intensives Lernen geht mit diesen Bewältigungsanforderungen einher.
Veränderungen lassen sich dabei auf drei Ebenen beschreiben: der individuellen Ebene, der Ebene der Beziehungen und Interaktionen und der Ebene der Lebensumwelten. Dies gilt auch für den Wechsel in die Kita: Das Kind muss den Übergang selbst meistern und entwickelt dabei eine weitere Identität, weil es nun nicht mehr ein einfaches Familienmitglied ist, sondern nun auch mit Rollenerwartungen in der Kita konfrontiert ist. Ähnlich verhält es sich bei der Familie vor allem bei den Eltern, bzw. den Sorgeberechtigten: auch sie machen eine Weiterentwicklung ihrer Identität und ihres eigenen Selbstverständnisses durch, da sie mit dem Eintritt ihres Kindes in eine Bildungseinrichtung nun stärker der Öffentlichkeit ausgesetzt sind, was ihre Erziehungsvorstellungen und -Leistungen anbelangt. Die Veränderungen im Lebensumfeld der Familie sind oft erkennbar daran, dass ein Elternteil (wieder) in das Berufsleben einsteigt oder dass sich die Freizeitgestaltung verändert, andere Bezugsorte hinzukommen, bisherige ggf. wegfallen. Auf Ebene der Beziehungen und Interaktionen zeigen sich Veränderungen im außerfamilialen Beziehungsnetz dadurch, dass über die Kita neue Kontakte geknüpft werden. Innerhalb der Familie verändern sich Rollen, spielen sich neue Formen der Alltagsgestaltung ein und haben damit Einfluss auf die Beziehungen.

## Abgrenzung zu anderen Eingewöhnungsmodellen
Im Kern unterscheidet sich das Münchener Eingewöhnungsmodell von anderen Modellen durch ein grundlegend anderes Verständnis von Beziehungsgestaltung zwischen Kind und Erwachsenen.
Das Berliner Eingewöhnungsmodell setzte von Beginn an auf die Annahmen der Bindungstheorie und geht entsprechend davon aus, dass ein Kind eine verlässliche Bindung zu einer oder wenigen Bezugspersonen aufbauen muss, um sich in der Kita zu entfalten und zu lernen. Diese bindungstheoriebasierte Vorstellung von Beziehungen findet sich auch in den inzwischen hinzugekommenen Modellen: Das Tübinger Modell erweitert seine konzeptuelle Ausrichtung zwar auf das Einbeziehen von Peers, meint damit aber nicht die Kinder, die bereits in der Kita sind. Das Modell sieht vor, dass eine Kleingruppe von Kindern zusammen, unter Begleitung der Eltern, die Eingewöhnung durchläuft und zwar auch in einem separaten Raum, wie es das Berliner Eingewöhnungsmodell vorsieht. Damit ist der Peerbegriff sehr eingeschränkt interpretiert, zumal diese Gruppe nicht eine von den Kindern selbst gewählte Gemeinschaft ist. Ziel der Eingewöhnung ist auch hier vor allem der Bindungsaufbau zwischen pädagogischem Personal und Kindern. Die Partizipatorische Eingewöhnung geht ebenfalls von der Bindungstheorie aus, nimmt dabei in ihrem Konzept das selbst und aktiv mitgestaltende Kind stärker in den Fokus.

## Beziehungsgestaltung im Kontext Kita
Die Annahmen der Bindungstheorie werden kritisch diskutiert. Es gibt grundlegende Kritik dahingehend, dass sie einem Eltern- und Familienbild folgt, wie es vor allem in den westlich-industrialisierten Kulturen vertreten ist. Der Sozialanthropologe Joseph Henrich nutzt dazu das Akronym WEIRD-Personen: western, educated, industrialized, rich and democratic; westlich, gebildet, industrialisiert, reich und demokratisch. Die daraus abgeleitete Vorstellung, was Kinder brauchen und welchen Maßstäben eine Beziehung zu folgen hat, wirkt sich nicht zuletzt auch darauf aus, was von Eltern, und immer noch insbesondere den Müttern erwartet wird. Eine wissenschaftlich-historische und damit auch gesellschaftspolitische Kontextualisierung der Bindungstheorie nimmt Marga Vicedo vor.
Wenn pädagogische Fachkräfte von dem bindungstheoriebasierten Bild von Beziehung ausgehen, verstellt das den Blick für die Vielfalt, in der Menschen in sozialen Bezügen leben. Und gemessen an der Weltbevölkerung überwiegt der Anteil der Menschen, die in multiplen Netzwerken leben. Kinder, die dort aufwachsen, gehen keine exklusiven Bindungen zu einer Person ein. Sie wachsen in verbundenheitsorientierten Gemeinschaften auf. Hier wird sichtbar, zu welch unterschiedlichen Arten der Beziehungen Kinder in der Lage sind. Für den Kontext Kita hat Heidi Keller auf Basis ihrer Forschungen und Erkenntnissen aus internationalen Studien ein Überblicksbuch unter dem Titel "Mythos Bindungstheorie" verfasst.
Das Münchener Eingewöhnungsmodell ist gekennzeichnet durch einen Denkrahmen, der dazu führt, dass die Beziehungsgestaltung, wie sie im professionellen Kontext einer Kita erforderlich ist, anderen Kriterien folgen muss, als es die bindungstheoretischen Annahmen postulieren. Die Indikatoren, an denen das pädagogische Personal erkennt, wie sicher sich das Kind bereits in der Einrichtung bewegt und wie stabil und verlässlich die Beziehungen bereits sind, leiten sich aus den Lerndispositionen ab, beschrieben im Ansatz der Lerngeschichten. Sie sind keine Bindungssignale, sondern Ausdruck der inneren Bereitschaft, sich ein Stück von den bisher vertrauten Fürsorgepersonen (die begleitende vertraute Person aus dem häuslichen Umfeld, meistens Mutter, Vater, aber auch Großeltern, Paten, Tagesmutter…) zu lösen, sich auf die nun immer vertrauter werdenden Personen der Kita einzulassen und die Kita als eigenen Ort anzunehmen. Die Kita als formal gestalteter Bildungsort ist kein privater familialer Raum. Das pädagogische Personal entwickelt ein professionelles Verständnis von Beziehungsgestaltung aus dem Bildungs-, Erziehungs- und Betreuungsauftrag heraus. Die Beziehungen, die die Menschen in diesem professionell und formal gestalteten Kontext eingehen, sind auf Zeit angelegt. Die Qualität dieser Beziehungen unterliegt anderen Kriterien als denen, die man für familiäre Bezüge beschrieben findet.

## Das Handlungskonzept für die Übergangsbegleitung
Die Zielausrichtung für das pädagogische Konzept ergibt sich aus dem oben beschriebenen Denkrahmen: Das Kind und seine Familie sind vertraut mit dem neuen Ort, der nun zukünftig ein Teil der Lebenswelt des Kindes sein wird und sein Alltagserleben maßgeblich mitbestimmen wird. Hier nehmen die Autorinnen eine begriffliche Änderung und damit Neubewertung vor: Es geht um das Ankommen im Kita-Alltag und Vertraut werden der Akteure untereinander. Das Kind hat dadurch die Chance, sich den Ort Kita zu eigen zu machen. Das geht weit über ein bloße Eingewöhnung hinaus.
In ihrer Weiterentwicklung des Ansatzes verzichten Evanschitzky/Zöller auf die Angabe von konkreten Zeitfenstern oder Tagen. Damit tragen sie der Tatsache Rechnung, dass jede Übergangsbegleitung eine sehr kontextspezifische Ausgestaltung benötigt, bei der die Beteiligten vor Ort ihre Choreografie miteinander abstimmen.
Über das Spezifische hinaus lassen sich dennoch grundlegende Phasen des Modells beschreiben, die jeweils bestimmte Schwerpunkte und Zielsetzungen haben:

### Vorbereitung
Mit der Vertragsunterzeichnung zwischen Kita und Eltern beginnt die Vorbereitung. Bevor das Kind und seine Familie die ersten Tage in der Einrichtung miteinander verbringen, haben sich die Eltern, die Leitung der Kita und die nachher zuständige Ansprechperson, jemand aus dem pädagogischen Team, kennengelernt. Manche Einrichtungen nutzen dafür auch Hausbesuche (Evanschitzky/Zöller S. 112 f.). Während des so genannten Aufnahmegesprächs stellt die Ansprechperson der Kita sich und die Einrichtung vor und lernt die Familie und ihre bisherigen Gepflogenheiten, ihre Vorstellungen und Wünsche auch hinsichtlich des Übergangsprozesses kennen. Mithilfe dafür entwickelter Landkarten können die Gemeinsamkeiten und Unterschiede der jeweiligen Systeme (Familie und Kita) besprochen werden. In diesem Gespräch wird der Fahrplan, also die einzelnen Phasen vor Ort, die mögliche Dauer und wesentliche Elemente miteinander besprochen. Ein von der Einrichtung erstellter Krippen/Kindergartenreiseführer unterstützt die Familie zuhause, sich auf die Einrichtung vorzubereiten. Dieser Reiseführer bleibt während des gesamten Ankommensprozesses in der Familie und erleichtert den Austausch über das Erlebte während der Übergangsbegleitung. Zum Reflexionsgespräch nach der Eingewöhnung wird er wieder in die Kita zurückgebracht.

### Gestaltung vor Ort
Die ersten Tage des Kindes und seines begleitenden Elternteils sind das Herzstück des gesamten Übergangs. Die Choreografie dieser Tage entfaltet sich wiederum entlang bestimmter aufeinander aufbauender Phasen mit unterschiedlichen Schwerpunkten. In der Regel sind die Kinder mit ihren Fürsorgepersonen gleich zu Beginn 2–3 Stunden täglich anwesend. Die Ansprechperson hat die Regie und moderiert den Prozess:
Kennenlernen – Vertrauen aufbauen – Sicherheit gewinnen – sich verabschieden – und schließlich Vertraut sein sind die ineinander übergehenden Phasen vor Ort.
Da die Zielsetzung ist, dass das Kind und seine begleitende Fürsorgeperson (in der Regel ein Elternteil) die Welt der Kita kennenlernen und sich mit ihr vertraut machen, werden von Beginn an verschiedene Aspekte berücksichtigt:
- Sie erleben Alltag

- Sie erleben nach und nach die anderen Kinder

- Sie lernen das gesamte Personal kennen
- Alle im Team sehen sich in der Verantwortung, den Übergangsprozess mitzutragen
- Alle im Team verstehen sich als Bezugspersonen
- Sie durchlaufen nach und nach die verschiedenen Elemente eines Kita-Alltags, vom Ankommen über Spielaktionen, das Essen, die Schlaf-/Ruhephasen bis zum Ende des Tages. Damit lernen sie die vertraglich vereinbarte Buchungszeit kennen, die für ihr Kind später vorgesehen ist.
- Das Kind ist der Taktgeber: sein Tempo, seine Bedürfnisse bestimmen, was als Nächstes dran ist und ausprobiert wird.
- Der begleitende Elternteil erlebt und durchlebt zusammen mit seinem Kind einen kompletten Tag, wie er später der vertraglich gebuchten Zeit entspricht, in der Regel einen Tag vor dem ersten geplanten Abschied.
- Das erste Verabschieden (in anderen Konzepten als Trennung bezeichnet) ist ein bewusst gestalteter Vorgang, der erst erfolgt, wenn das Kind und sein begleitender Elternteil genügend Signale der Bereitschaft dafür zeigen und die Ansprechperson sich selbst sicher genug fühlt, nach der Ablösung des Elternteils für das Kind da zu sein[69].

### Abschluss
Während der Übergangsbegleitung finden kontinuierliche Gespräche zwischen Elternteil und der Ansprechpartnerin oder auch anderen Personen aus dem Team statt. Zugleich kann der Prozess in einem Übergangstagebuch sowie in einer weiteren Landkarte des Übergangs dokumentiert werden. Der Übergang gilt als bewältigt und abgeschlossen, wenn es für alle Beteiligten stimmig ist, das Kind sich sicher in der Einrichtung bewegt und in gutem Kontakt zu anderen Kindern und dem Personal ist und die begleitenden Fürsorgepersonen gut loslassen können. Ein Reflexionsgespräch zwischen Ansprechperson und Fürsorgeperson rundet den Prozess ab.

## Gesamtbetrachtung des Ansatzes
Die pädagogische Ausrichtung einer Kita folgt zunächst dem zentralen Bildungs-, Erziehungs- und Betreuungsauftrag (§ 22 SGB VIII). Sie soll darauf hinwirken, dass sich Kinder zu selbstbestimmten, eigenverantwortlichen und gemeinschaftsfähigen Persönlichkeiten entwickeln (§ 22 Abs. 2 SGB VIII). Eine Kita ist selbst kulturell verwoben, und ihre Pädagogik spiegelt grundlegende Vorstellungen und kulturelle/gesellschaftliche Erwartungen wider. Insofern ist es zunächst erklärbar und nachvollziehbar, dass viele Eingewöhnungskonzepte hier in Deutschland einer bindungsorientierten Vorstellung folgen und sie zum Maßstab für Beziehungsgestaltung erklären. Im selben Moment gilt es, diese Vorstellungen infrage zu stellen und sich für andere Zugänge zu öffnen. Das ergibt sich aus der Tatsache, dass Deutschland sich inzwischen dazu bekennt, ein Einwanderungsland zu sein. Familien mit unterschiedlichen kulturellen Wurzeln leben hier. Sie tragen andere Vorstellungen von Erziehung und Beziehung in sich. Die Kita als Bildungsort kann sich dem nicht verschließen und braucht Konzepte, die Anschlussfähigkeit herstellen an die Lebenswelt der Familien heute. Und im Hinblick auf die Zielausrichtung des Auftrags (Förderung der Entwicklung zu einer eigenverantwortlichen, selbstbestimmten und gemeinschaftsfähigen Persönlichkeit) muss die Pädagogik sich erneut die Frage stellen, was Kinder brauchen, um in Zukunft in einer multiplen Gesellschaft klarzukommen. Kinder, die früh vielfältige Formen der Beziehungsgestaltung erleben, die sich in einem geschützten Rahmen, wie er die Kita bietet, darin üben können, sich in unterschiedlichen Situationen zurechtzufinden, und Kinder, die sich in diesem Schutzraum Kita darin üben, Verantwortung für sich und Fürsorge für andere zu entwickeln, können von der Pädagogik erwarten, dass die Konzepte ihnen dazu vielfältige Möglichkeiten des Erlebens und Lernens bieten. Anhaltspunkte dafür finden sich im Kinderperspektivenansatz, der auf Basis empirischer Studien entwickelt wurde.
Vor diesem Hintergrund ist die Eingewöhnung tatsächlich nicht einfach eine didaktisch-strukturierte Form der Übergangsgestaltung. An ihrer Ausrichtung zeigt sich, ob eine Kita sich eingebettet sieht in einen Sozialraum und inwieweit sie sich den Lebenswelten der Familie öffnet.